# 아이로사나팔귀박쥐
아이로사나팔귀박쥐(Phoniscus aerosa)는 애기박쥐과에 속하는 박쥐의 일종이다.

## 특징
작은 박쥐로 몸길이는 44~51mm이고, 전완장은 37mm이다. 꼬리 길이는 38~42mm, 귀 길이는 12mm이다. 길고 곱슬곱슬한 털을 갖고 있다. 등 쪽은 짙은 갈색을 띠고 배 쪽은 회색빛 갈색이다.

## 분포 및 서식지
런던 자연사 박물관에 보관된 수집 장소가 남아프리카공화국으로 꼬리표가 붙은 두 마리의 표본만이 알려져 있다. 동양구가 원산이 나팔귀박쥐속 종이기 때문에 두 표본이 잘못 등록되었을 가능성이 높다. 술라웨시섬 또는 동남아시아에서 포획한 종으로 추정된다.